# Martuni
Martuni (arménsky Մարտունի) je město v provincii Gegharkunik v Arménii. Žije zde 11 453 obyvatel (2023). Martuni je hlavním centrem arménského potravinářského průmyslu.

## Geografie
Město se nachází jihozápadně od jezera Sevan, 126 km od Jerevanu. Na severu, mezi jezerem a městem, je lesní pás, kde rostou především platany, vrby a jedle. Na jihu, ve směru na horský průsmyk Vardenis, se tyčí Vardenisský hřbet.
Tři letní měsíce jsou slunečné, jaro a zima je zde velmi mírné. 

## Historie
Během středověku se oblast současného města nazývala Mets Kznut. V roce 1830 zde byla založena osada Nerkin Karanlug, což v turkických jazycích znamená Nižší kopcovité místo.  Roku 1886 byl v osadě vysvěcen kostel Svaté Matky Boží. V roce 1926 byla osada přejmenována na současné jméno Martuni, podle krycího jména arménského bolševického revolucionáře Alexandra Mjasnikova. 
V roce 1963 byla osada povýšena na sídlo městského typu a v roce 1995 se Martuni stalo městem.

## Obyvatelstvo
Část obyvatel města má své kořeny ve městě Alaškert v Turecku, odkud emigrovali v 19. století, ale hlavní přiliv uprchlíků z tohoto města přišel po Arménské genocidě. Arméni z Alaškertu si uchovávají svou jedinečnou kuchyni a tradice.
Guvernér provincie Gegharkunik Karen Sargsyan s odvoláním na oficiální data UNICEF prohlásil, že dívka Arpi narozená v Martuni dne 15. listopadu 2022, se stala přesně 8 miliardtou obyvatelkou planety.

## Sport
V roce 1990 byl v Martuni založen fotbalový klub Alaškert.

## Galerie

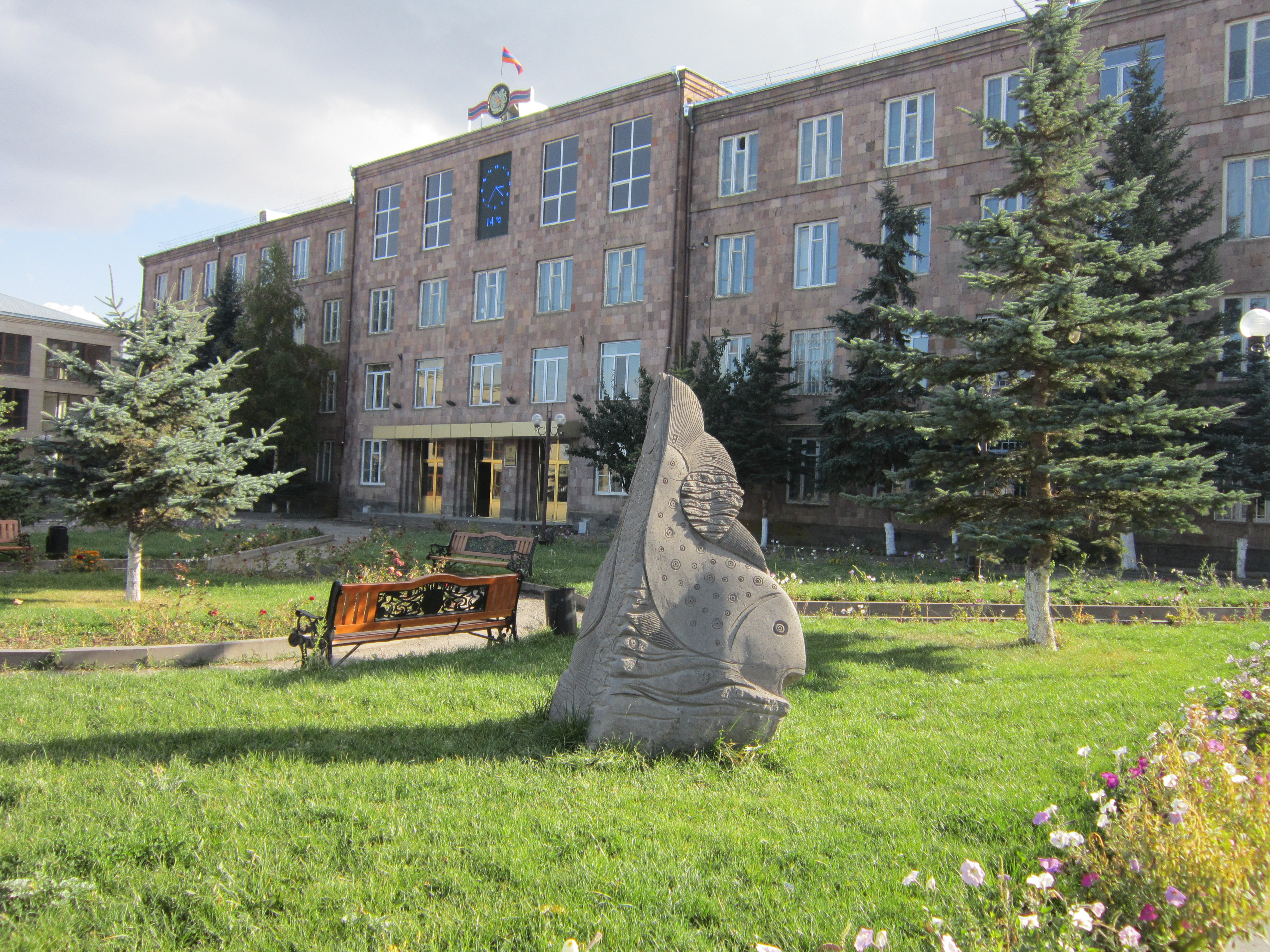
Hlavní náměstí v Martuni (2015)
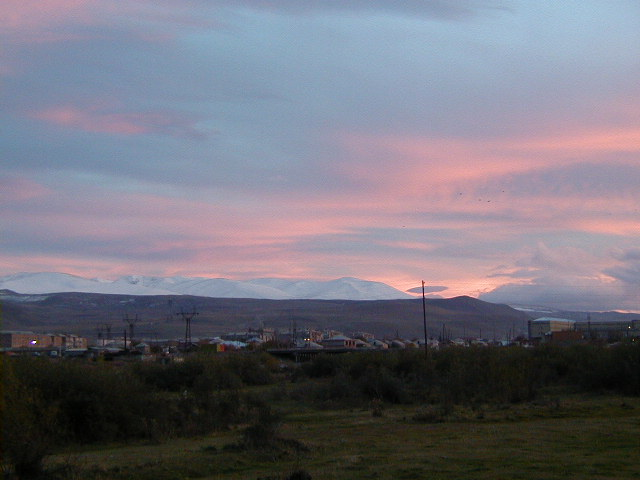
Martuni za soumraku (2010)
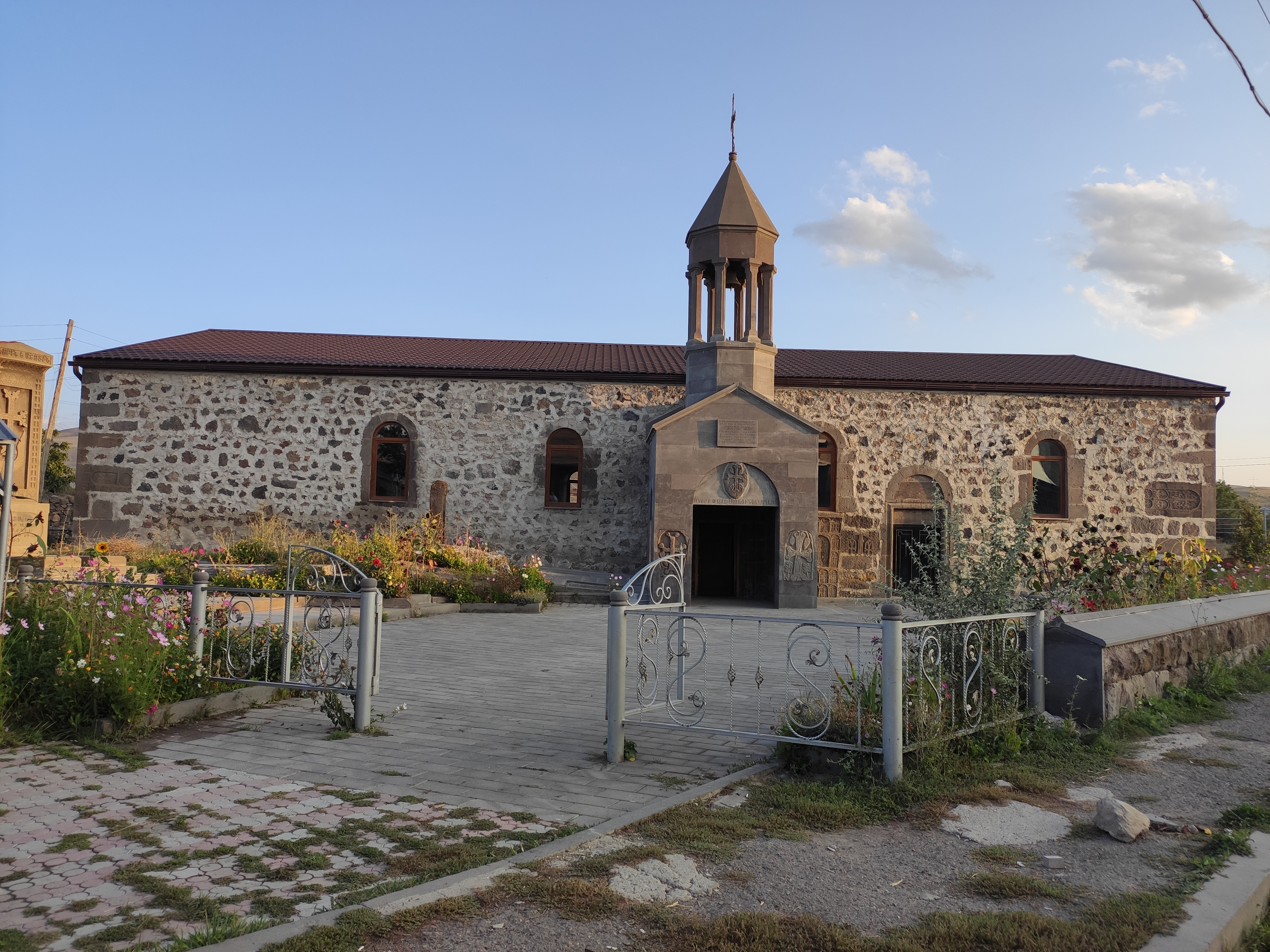
Kostel Svaté Matky Boží z roku 1886
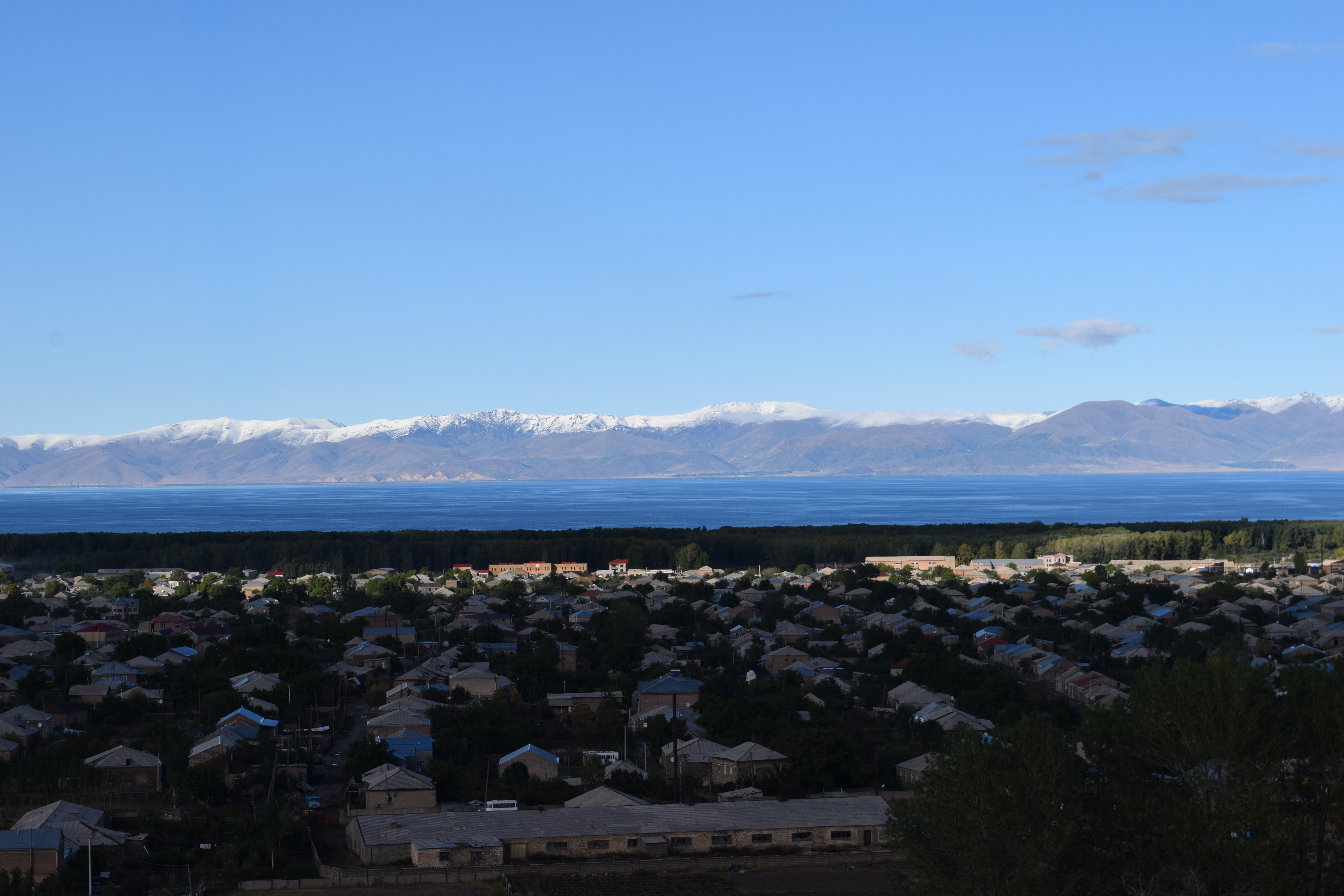
Martuni a jezero Sevan (2017)
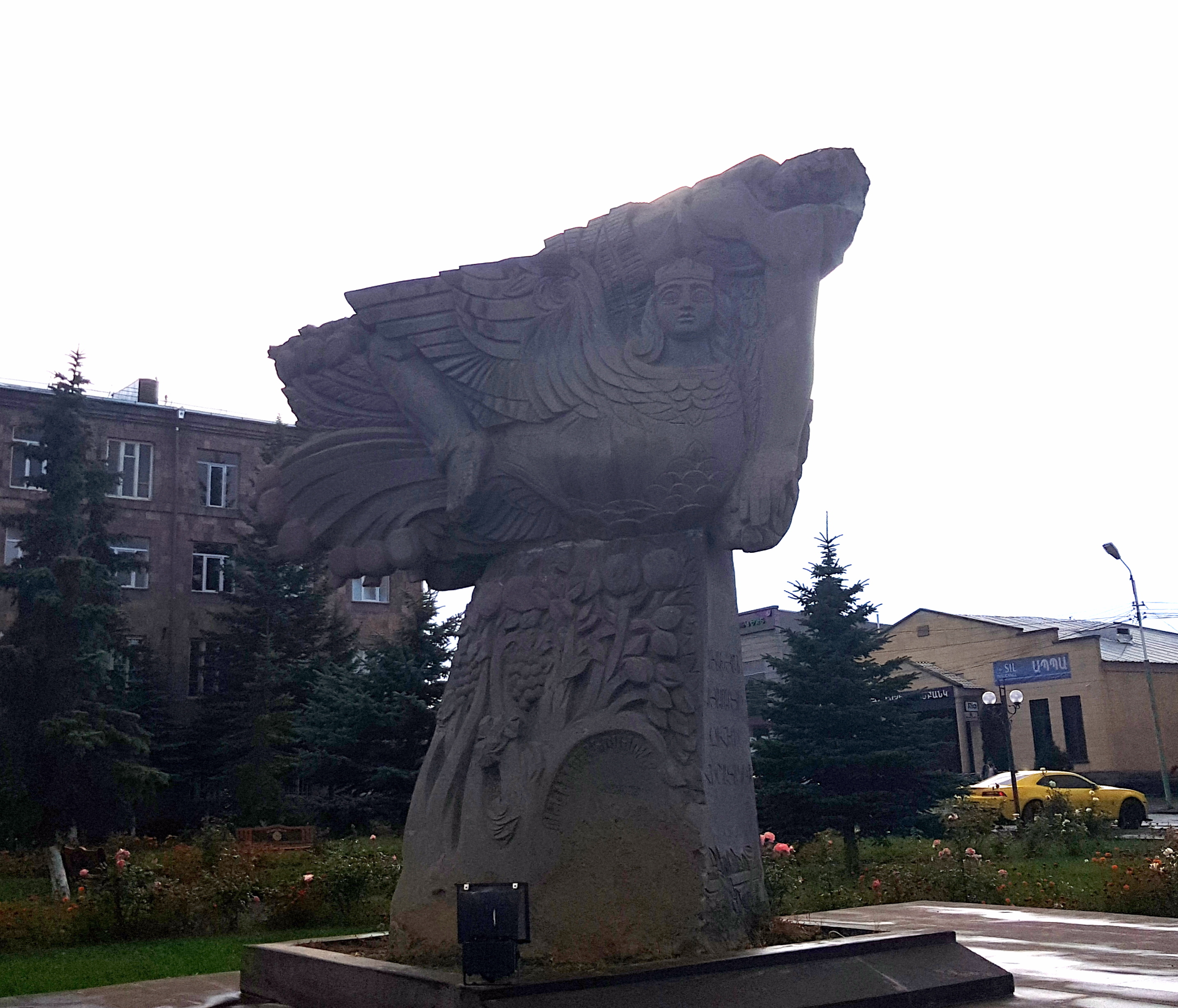
Válečný památník (2019)
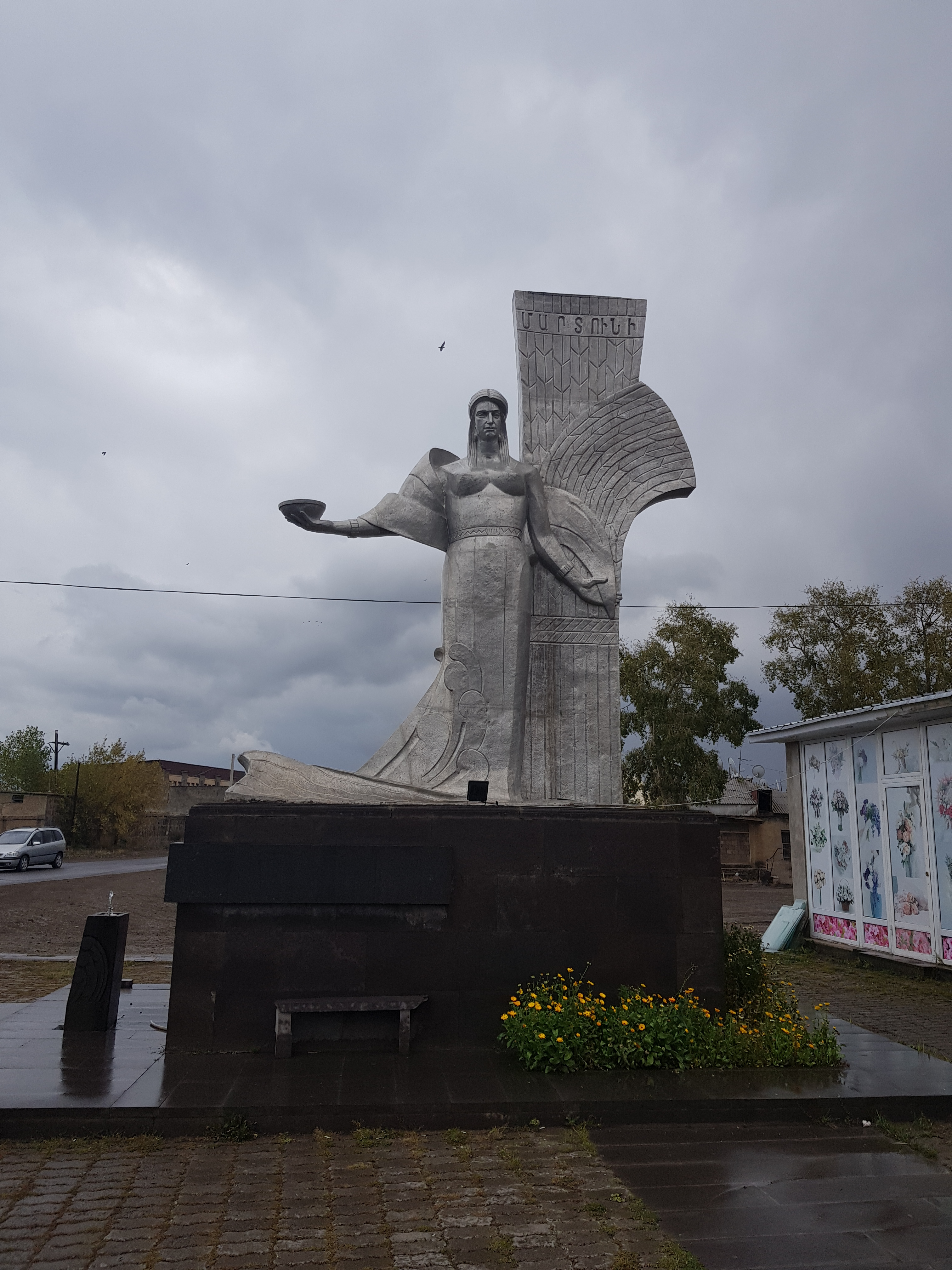
Monument v Martuni (2019)
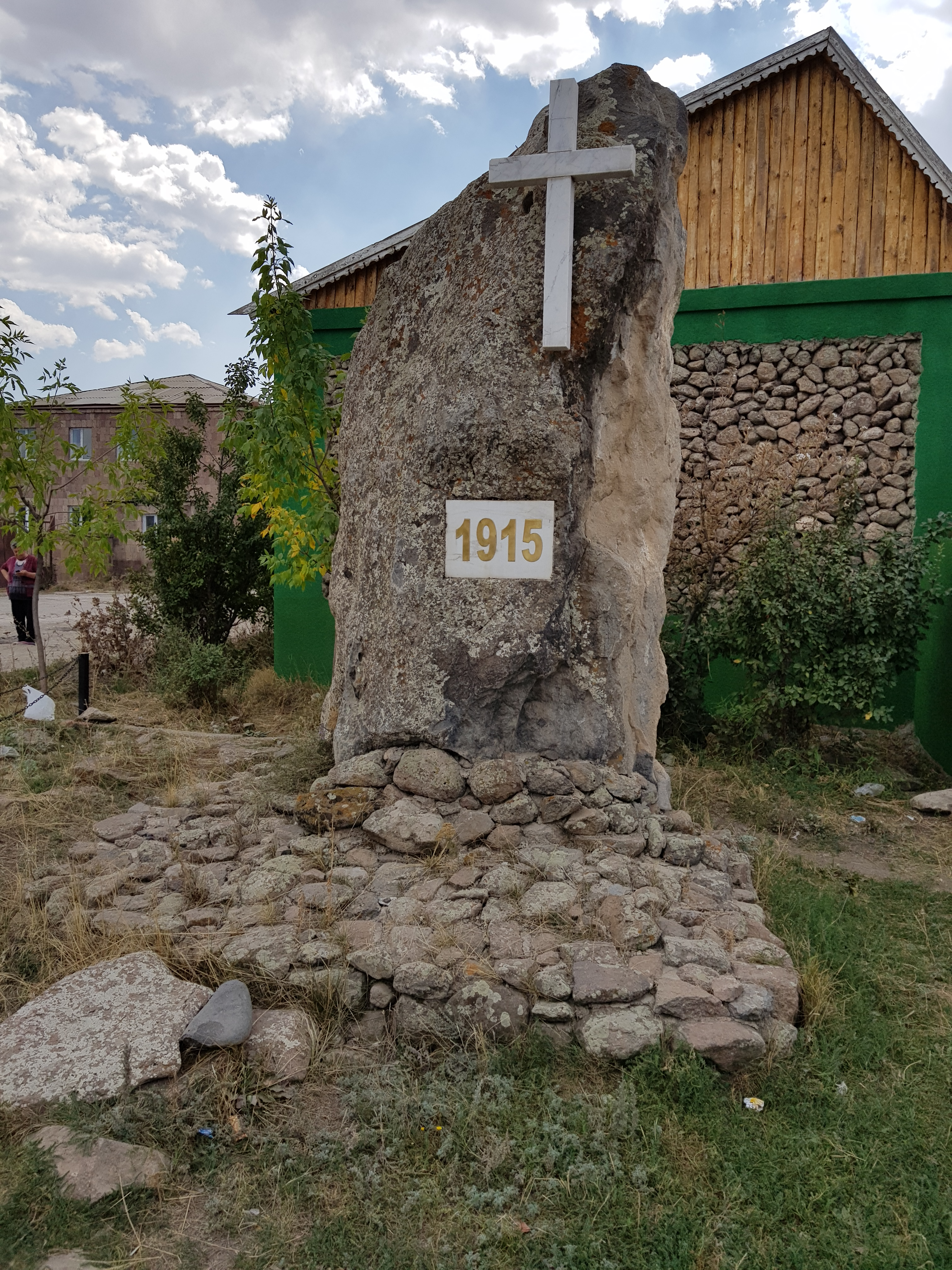
Chačkar v Martuni

## Partnerská města
- Kavala, Řecko (2001)